# Pájaros de cristal
Pájaros de cristal es una película en blanco y negro de Argentina dirigida por Ernesto Arancibia sobre su propio guion escrito en colaboración con Alexis de Arancibia que se estrenó el 31 de enero de 1955 y que tuvo como protagonistas a Mecha Ortiz, Alba Arnova, Georges Rivière y Gloria Guzmán. También contó con la colaboración de Vassili Lambrinos en la coreografía y con la actuación del Ballet Eva Perón del Teatro Argentino de La Plata.

## Sinopsis
Una gran bailarina, imposibilitada de seguir danzando, toma como discípula a una muchacha que quiere triunfar.

## Reparto
- Mecha Ortiz	 ...	Irina Galowa
- Alba Arnova	 ...	Vera Baralli
- Georges Rivière	 ...	Miguel Legrand - Mitia
- Gloria Guzmán	 ...	Betty Baralli
- Renée Dumas	 ...	Carla
- Antonia Herrero	 ...	Ljuba
- Fernando Siro	 ...	Germán
- Iván Grondona	 ...	Gustavo Zaldívar
- Amalia Lozano	 ...	Mabel Vologna
- Carlos Schiaffino	 ...	Primer bailarín
- Nelly Quantín	 ...	Pianista
- Elena Cruz	 ...	Bailarina
- Lina Bardo	 ...	Asistente 1
- Amalia Britos	 ...	Asistente 2
- Jorge Villoldo	 ...	Mozo
- Pablo Cumo	 ...	Giacomodi
- Rita Varola	 ...	Bailarina
- Rosa Leporace	 ...	Institutriz
- Carmen Llambí	 ...	Dueña de Maison
- Vassili Lambrinos	 ...	Coreógrafo
- Roberto Bordoni
- Alicia Bari
- Marisa Núñez
- Warly Ceriani
- Rafael Diserio

## Comentarios
La revista Lyra dijo:

”Cronológicamente es la primera vez que lo argumental pertenece al mundo de la danza.”

King opinó sobre el filme:

”Relato de atracción, delicadamente expuesto.”

Por su parte Manrupe y Portela escriben:

”Melodrama de cierto interés para amantes del ballet por la presencia de una gran bailarina de la época, correctamente filmado.”